# Фискебек, Стейн Олав
Стейн Олав Фискебек (норв. Stein Olav Fiskebeck; 24 декабря 1955, Киркенес, Финнмарк — 13 апреля 2007, Ловозеро, Мурманская область) — норвежский спортивный стрелок. Участник летних Олимпийских игр 1992 года.

## Биография
Стейн Олав Фискебек родился 24 декабря 1955 года в норвежском городе Киркенес.
В 1992 году вошёл в состав сборной Норвегии на летних Олимпийских играх в Барселоне. В стрельбе из пневматического пистолета с 10 метров поделил 14-18-е места в квалификации, набрав 577 очков и уступив 4 очка худшему из попавших в финал Роберто ди Донне из Италии. В стрельбе из произвольного пистолета с 50 метров занял 10-е место в квалификации, набрав 559 очков и уступив 2 очка худшим из попавших в финал Иштвану Агу из Венгрии и Сорину Бабию из Румынии.
По окончании выступлений был предпринимателем, владел несколькими фирмами в Киркенесе, которые работали в области недвижимости, инжиниринга, строительства и инвестиций. Считался одним из важных деятелей в развитии международного бизнеса в Баренц-регионе, проводил много времени в Мурманске.
Погиб 13 апреля 2007 года в окрестностях села Ловозеро Мурманской области в результате аварии снегохода.